# Sonate pour violon et piano no 1 de Honegger
Pour les articles homonymes, voir Sonate pour violon et piano.
La Sonate pour violon et piano no 1 ou Première sonate pour violon et piano (H. 17) d'Arthur Honegger est une œuvre de musique de chambre composée entre 1916 et 1918 et créée au théâtre du Vieux-Colombier à Paris en mars 1918. Elle est éditée par Salabert.

## Genèse, influences et création
Elle est avec le Premier Quatuor à cordes, la première des œuvres de musique de chambre du compositeur, et une des premières œuvres du catalogue, parmi les œuvres de jeunesse, notamment Cloches du soir, les Six Poèmes d'Apollinaire et le poème symphonique Le Chant de Nigamon. Elle précède de quelques années les succès rencontrés par Le Roi David et le Mouvement symphonique Pacific 231. Si le premier quatuor est plus caractéristique du style futur du compositeur, la sonate est parfois reconnue comme portant les gènes des futures symphonies. La composition débute en 1916, par le premier mouvement achevé en juillet, puis le deuxième le 28 février 1917. Le troisième mouvement n'est achevé qu'un an plus tard en février 1918. Les deux premiers mouvements sont créés le 19 janvier 1918 par Andrée Vaurabourg et l'auteur au violon dans le cadre de l’Université Interalliée du Parthénon et créée intégralement le 19 mars 1918 au théâtre du Vieux-Colombier à Paris par Hélène Jourdan-Morhange au violon et Andrée Vaurabourg au piano. Cette dernière, future épouse du compositeur, a déjà créé la Toccata et Variations en 1916.

## Style
L'œuvre subit l'influence de la sonate de César Franck et de l'impressionnisme de Gabriel FauréElle est toutefois plus développée que les autres sonates du compositeurs, pourtant ultérieures et son langage harmonique est traditionnel tandis que chaque mouvement possède sa propre tonalité.

## Structure et analyse
L'œuvre comprend trois mouvements dans un ordre peu usité jusqu'alors :
1. Andante sostenuto, en la majeur ;
2. Presto, en fa majeur ;
3. Adagio, en ut dièse mineur.

Durée : 25 minutes environ

### Andante sotenuto
Le premier mouvement limpide présente deux thèmes contrastés et réexposés dans l'ordre inverse, une technique que le compositeur reprendra dans de nombreuses œuvres ultérieures.

### Presto
Le deuxième mouvement est écrit dans le style contrapuntique, très dynamique.

### Adagio
Le troisième et dernier mouvement est plus sombre, funèbre. C'est le seul des trois mouvements auquel Pierre Meylan trouve une certaine originalité et précise que « De même que dans le Premier Quatuor, c'est le mouvement lent (…) qui se dégage de la gangue des influences. La mélodie mélancolique que chante le violon se détachant de mystérieux accords au piano, a de la profondeur et une expression intense ».

## Discographie
- Arthur Honegger - La musique de chambre, Intégrale en 4 CD. CD no 1 : Dong-Suk Kang (en) (violon), Pascal Devoyon (piano), 1992, label Timpani 1C1008.
- Arthur Honegger - Works for violin and piano. Ulf Wallin (violin), Patricia Pagny (piano), 2000, label Stradivarius, catalogue No STR33485

### Sources et références
- Pierre Meylan, Honegger, L'Âge d'Homme, 1982, 205 p.

1. 1 2 3  p. 24

- Marcel Delannoy, Honegger, Pierre Horay, 1953, 250 p.

1. ↑  p. 60
2. ↑  p. 27

- Jacques Tchamkerten, Arthur Honegger, Papillon, 2005, 261 p.

1. 1 2  p. 35

### Autres références
1. 1 2 3 4  Harry Halbreich dans la notice du CD Arthur Honegger - Musique de chambre CD 1, Timpani 1C1008, 1992, p. 5
2. 1 2 3 4 5 6  Harry Halbreich, Notice d'Arthur Honegger dans Guide de la musique de chambre, Fayard - Les indispensables de la musique, 1989,  (ISBN 2-213-02403-0), p. 467